# Nationalisme maghrébin
Le nationalisme maghrébin ou panmaghrébisme ou nationalisme nord-africain est une idéologie nationaliste qui apparaît dans le contexte de la colonisation des pays du Maghreb (à l'époque réduit au Maroc, à l'Algérie et à la Tunisie), dont elle réclame l'indépendance vis-à-vis des puissances coloniales. Les tenants de cette idéologie mettent en valeur l'identité arabe et musulmane de leurs pays.

Selon Benjamin Stora, le drapeau de l’Algérie représentait au départ l’union du Maghreb. Le vert correspondait à la Tunisie, le blanc correspondait à l’Algérie, et le rouge correspondait au Maroc.

## Historique
L'Étoile nord-africaine voit le jour en 1926 sous l'impulsion de Messali Hadj. Celui-ci prend la suite d'Abdelkrim el-Khattabi. Cela consiste en un rejet de la colonisation et de la discrimination des populations indigènes. Des syndicats et des partis sont créés. On peut aussi citer Mohammed V, Habib Bourguiba.
Les tenants de ce nationalisme prônent une solidarité entre les peuples maghrébins colonisés et affirment leur appartenance au monde arabo-musulman. Ce nationalisme maghrébin se superpose aux nationalismes locaux. À partir de 1931 ont lieu des congrès annuels d'étudiants nord-africains. Le nationalisme pionnier des Marocains et Tunisiens contribua à renforcer celui des Algériens. Ces congrès revendiquent l'indépendance des trois pays et l'édification d'une nation nord-africaine arabo-musulmane. Ils appellent aussi à diffuser la langue arabe, l'unité maghrébine et le panarabisme. Ahmed Taoufik El Madani prône un « retour aux Almohades ». Le Parti du peuple algérien appelle au « front unique entre Tunisiens, Algériens et Marocains ». Par la suite, le nationalisme algérien prend le dessus chez les étudiants.
En 1948, Abdelkrim el-Khattabi fonde le Comité pour la libération du Maghreb arabe. Le Mouvement pour le triomphe des libertés démocratiques, le Parti démocratique de l'indépendance et le Parti de l'Istiqlal en font partie. Ils réclament l'indépendance de leurs pays et rejettent toute négociation avec la France avant l'indépendance.